# Aeroporto di Chabarovsk-Novyj

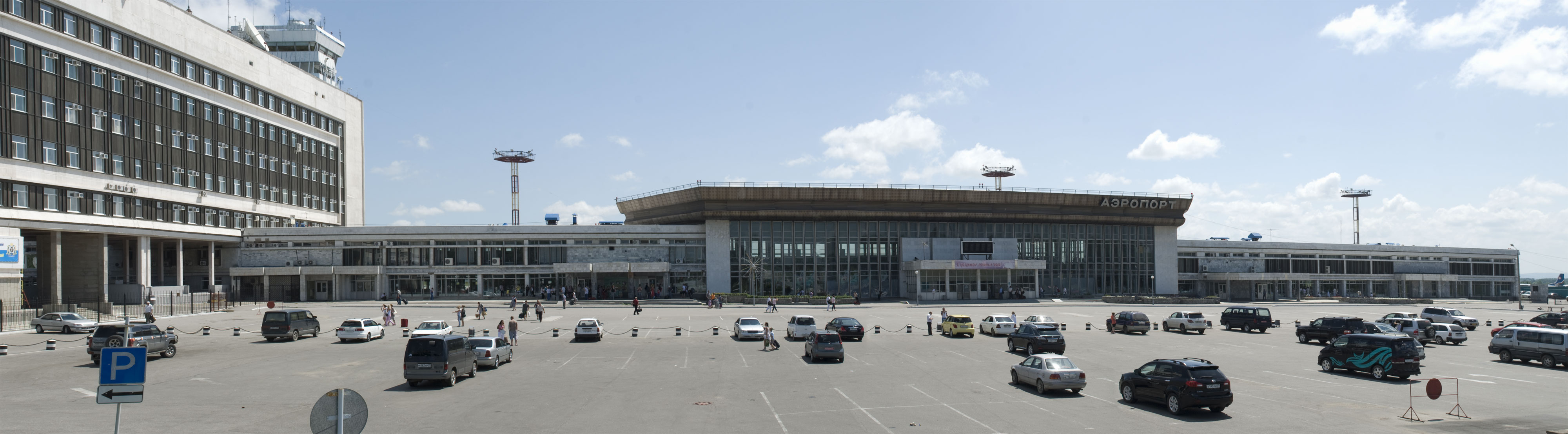
Vista panoramica del Terminal Nazionale dell'aeroporto Novyj.

L'aeroporto di Chabarovsk-Novyj è un aeroporto internazionale situato a 10,5 km dal centro di Chabarovsk, nel Territorio di Chabarovsk, nella parte asiatica della Russia. L'aeroporto di Chabarovsk-Novyj è il principale aeroporto di Chabarovsk.

## Storia
Nel 2008, l'aeroporto ha visto transitare 1.095.780 passeggeri, facendolo diventare il 13º aeroporto più trafficato della Russia.
Nel 2009, l'aeroporto Novyj è stato nominato dall'Associazione Internazionale dell'Aviazione Civile "Aeroport" il miglior aeroporto dei paesi della Comunità degli Stati Indipendenti nella categoria degli aeroporti con il traffico passeggeri superiore a 1 milioni persone/anno.
Nel periodo gennaio-ottobre 2010 1.241.800 passeggeri (il 32,5% in più rispetto allo stesso periodo del 2009) hanno transitato all'aeroporto di Chabarovsk. Inoltre, il transito di posta e di merce ha raggiunto nei primi dieci mesi dell'anno 20,300 t, mostrando una crescita del 40,6% rispetto al 2009.
Nel 2010, all'aeroporto di Chabarovsk sono transitati 1,464 milioni di passeggeri, il 29,6% in più rispetto al 2009. Inoltre, il traffico merce nel 2010 ha raggiunto 24,900 t, il 34,3% in più rispetto all'anno precedente. L'aeroporto ha registrato il transito di più di 8,700 voli in un anno.
Il 23 gennaio 2013, il primo Sukhoi Superjet 100 della russa Jakutavia proveniente da Jakutsk ha atterrato all'aeroporto di Chabarovsk. Inoltre, il nuovo aereo nella flotta di Jakutavia è stato inserito in orario per le rotte Chabarovsk-Magadan e Chabarovsk-Petropavlovsk.
Nel periodo gennaio-luglio 2013, sono transitati 1,15 milioni di passeggeri, l'11,12% in più rispetto allo stesso periodo dell'anno precedente.

## Strategia
L'aeroporto di Chabarovsk-Novyj è stato certificato per la manutenzione degli aerei del tipo Airbus A320 da parte dell'EASA nel 2010. L'aeroporto pianifica di ampliare ulteriormente il certificato dell'EASA anche per la manutenzione ordinaria e straordinaria degli aerei Boeing 757 e Boeing 767.

## Dati tecnici

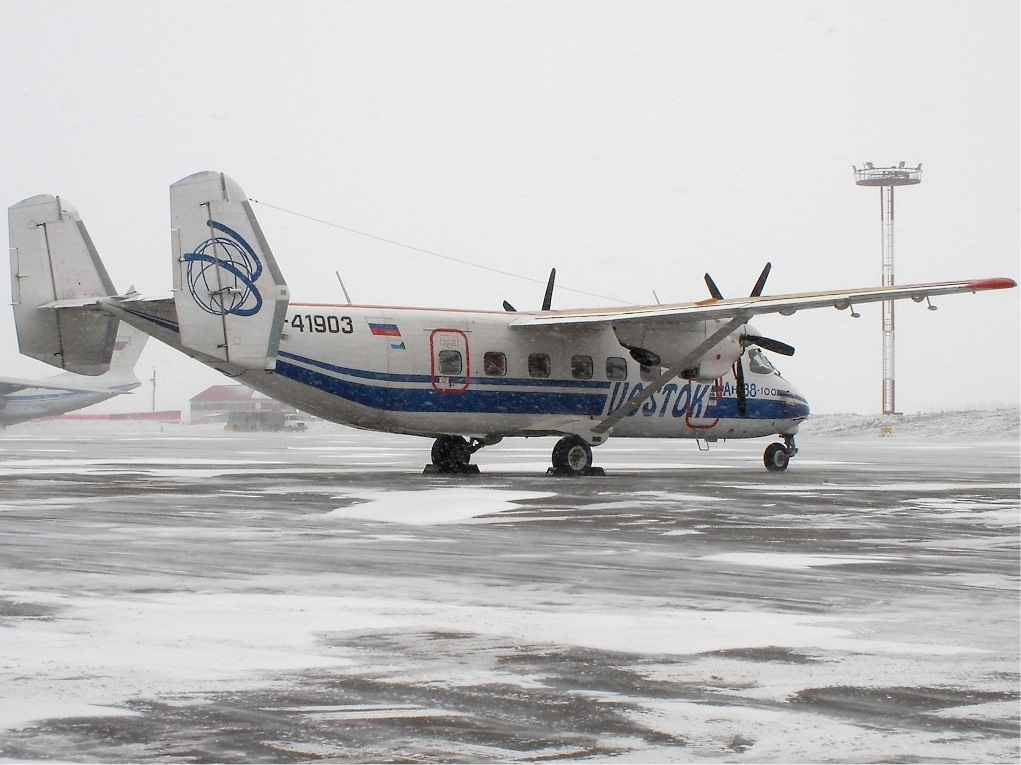
Antonov An-38-100 nella livrea attuale della russa Vostok Airlines all'aeroporto di Chabarovsk.

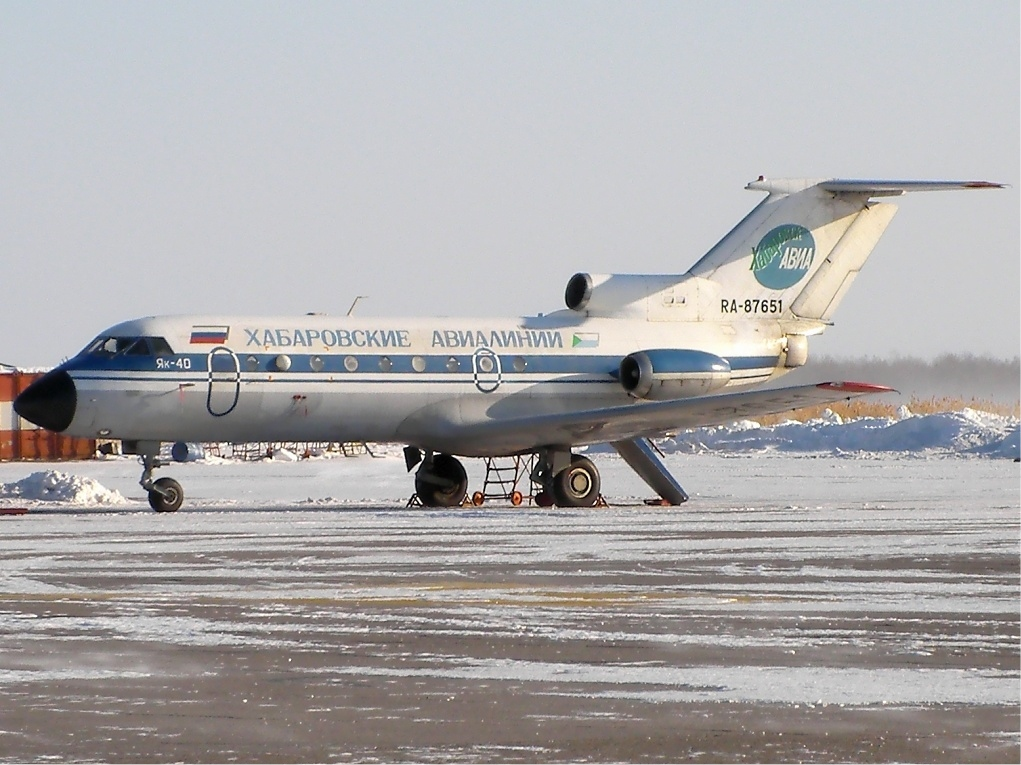
Yakovlev Yak-40 nella livrea attuale della russa Chabarovsk Airlines all'aeroporto di Chabarovsk.

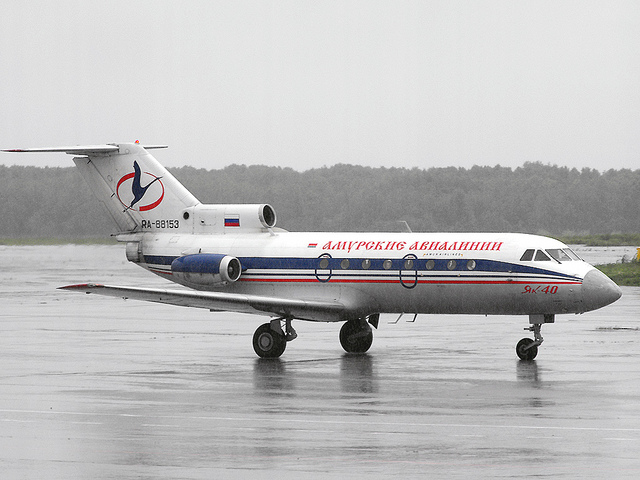
Yakovlev Yak-40 nella livrea attuale della russa Amur Airlines all'aeroporto di Chabarovsk.

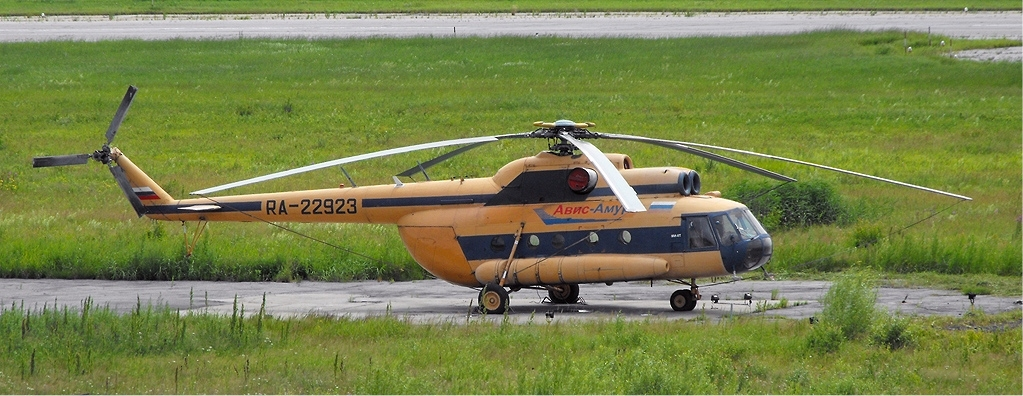
Un Mil Mi-8T nella livrea attuale della russa Avis-Amur all'aeroporto di Chabarovsk.

Attualmente l'aeroporto dispone di due piste attive. La prima pista attiva di classe A è lunga 4 000 m x 60 m. La seconda pista attiva di classe B è lunga 3 500 m x 45 m.
La prima pista aeroportuale è certificata secondo la categoria meteo I dell'ICAO, la seconda pista aeroportuale è certificata secondo la categoria meteo II dell'ICAO.
L'aeroporto di Chabarovsk-Novyj è stato certificato per gli atterraggi/decolli ed è stato equipaggiato per la manutenzione degli aerei Airbus A310, Airbus A320, Airbus A330, Boeing 737, Boeing 747, Boeing 757, Boeing 767 e degli aerei McDonnell Douglas, Ilyushin, Yakovlev, Tupolev, Antonov di tutti i tipi. Inoltre, l'aeroporto può gestire altri tipi di aerei su richiesta.
Il peso massimo al decollo all'aeroporto non è limitato.
La pista dell'aeroporto è aperta 24 ore al giorno. Dalle ore 03:00 alle ore 05:00 (ora UTC) la pista aeroportuale può essere aperta su richiesta.

## Collegamenti con Chabarovsk

### Trasporto pubblico
L'aeroporto è facilmente raggiungibile dalla Stazione di Chabarovsk-1 delle Ferrovie russe con la linea di filobus no.2 oppure con la linea degli autobus no.35. Inoltre, l'aeroporto è raggiungibile dal centro di città Komsomol'skaja ploščad'(in russo: Комсомольская площадь) con la linea di filobus no.1 oppure con la linea degli autobus no.60.